# Titularbistum Newport
Das Bistum Newport, in lateinischer Sprache Dioecesis Neoporta, ist ein Titularbistum der römisch-katholischen Kirche.
Das in Wales gelegene Bistum ging 1895 aus dem Bistum Newport und Menevia hervor, welches wiederum seinen Ursprung in dem 1840 begründeten Apostolischen Vikariat Western District hatte. Es gehörte der Kirchenprovinz Westminster an, hatte einen Umfang von 3.064 km² und wurde 1916 durch das Erzbistum Cardiff ersetzt.
| Titularbischöfe von Newport |                                                  |                                                 |                   |                  |
| Nr.                         | Name                                             | Amt                                             | von               | bis              |
| 1                           | Fulton John Sheen Titularerzbischof pro hac vice | emeritierter Bischof von Rochester (USA)        | 6. Oktober 1969   | 9. Dezember 1979 |
| 2                           | Howard George Tripp                              | Weihbischof in Southwark (Großbritannien)       | 20. Dezember 1979 | 3. Oktober 2022  |
| 3                           | Michael Izen                                     | Weihbischof in Saint Paul and Minneapolis (USA) | 5. Januar 2023    |                  |